# 蹄盖蕨科
蹄盖蕨科(学名：Athyriaceae) 是水龍骨目的铁角蕨亚目中的一个分支。一共约20属，500种，广布全世界热带至寒温带各地，尤以热带、亚热带山地为多。

## 形态
土生植物，通常中小型，少有大型。根状茎细长横走，或粗长横卧，或粗短斜升至直立，内有网状中柱，外生或多或少的鳞片；鳞片披针形、卵状披针形、卵形、心形，或为狭长披针形及先端毛发状的细线形，全缘或边缘有细齿，棕色或黑色，有时中央棕色边缘黑色，细胞狭长，孔细密，不透明，基部着生或近中部盾状着生；叶簇生、近生或远生。

## 下级分类
- 短肠蕨属 Allantodia
- 安蕨属 Anisocampium
- 假蹄盖蕨属 Athyriopsis
- 蹄盖蕨属 Athyrium
- 菜蕨属 Callipteris
- 角蕨属 Cornopteris
- 光叶蕨属 Cystoathyrium
- 对囊蕨属 Deparia
- 网蕨属 Dictyodroma
- 双盖蕨属 Diplazium
- 介蕨属 Dryoathyrium
- 拟鳞毛蕨属 Kuniwatsukia
- 蛾眉蕨属 Lunathyrium
- 毛轴线盖蕨属 Monomelangium
- 新蹄盖蕨属 Neoathyrium
- 假冷蕨属 Pseudocystopteris